# Frank Braley

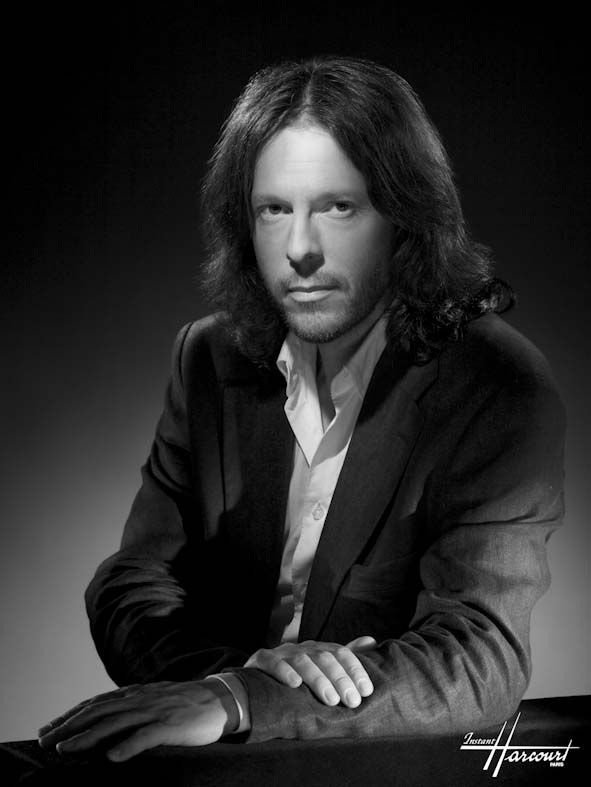
Frank Braley

Frank Braley (* 1968 in Corbeil-Essonnes) ist ein französischer Pianist und Kammermusiker mit internationalem Renommee.
Seinen ersten Klavierunterricht bekam Braley, als er vier Jahre alt war. Sein erstes Konzert gab er im Alter von zehn in Paris mit dem Nouvel Orchestre Philharmonique de Radio France (NOP). Mit 18 Jahren wurde er in das Pariser Konservatorium aufgenommen. Mit 22 Jahren, 1991, nahm er erstmals an einem internationalen Wettbewerb, dem Queen Elizabeth Competition of Belgium, teil und erhielt dabei den Ersten Preis.
Braley spielt in internationalen Musikzentren Europas, Japans, Kanadas und der USA mit namhaften Orchestern und Dirigenten zusammen. So musizierte er beispielsweise mit dem Orchestre National de Belgique, dem Rundfunk-Sinfonieorchester Berlin, dem Boston Symphony Orchestra, dem Copenhagen Royal Orchestra, dem Orchestre National de France, den Göteborger Symphonikern, dem Gewandhausorchester Leipzig, dem London Philharmonic Orchestra, dem Orchestre de la Suisse Romande, dem Tokyo Philharmonic Orchestra und dem Zürcher Kammerorchester. Am Dirigentenpult wirkten dabei unter anderem Charles Dutoit, Eliahu Inbal, Marek Janowski, Armin Jordan, Sir Neville Marriner, Kurt Masur, Sir Yehudi Menuhin, Yutaka Sado und Michael Schønwandt.
Zur Diskografie Braleys gehören Einspielungen zusammen mit Éric Le Sage sowie mit den Brüdern Gautier und Renaud Capuçon; vor allem mit letzterem konzertiert er regelmäßig in Kammermusikprojekten und trat mit ihm gemeinsam in den großen Konzertsälen von Amsterdam, Athen, Florenz, New York, Washington, Paris und Wien auf. Für einige Aufnahmen erfolgten Auszeichnungen mit dem Diapason d’or und dem Choc – Le Monde de la musique.